# Torre de las Milicias
La Torre de las Milicias (en italiano, Torre delle Milizie, también llamada torre di Nerone o bien Torre Pendente) es una torre situada en la ciudad de Roma, junto al Mercado de Trajano, en los Foros Imperiales. Se trata de uno de los principales monumentos medievales de la ciudad.  Un terremoto ocurrido en el año 1348 causó el derrumbe del piso superior y que la torre quedase levemente inclinada. Según algunos autores, formaba parte originalmente de un conjunto de edificaciones fortificadas agrupadas en torno a un patio de ejercicios militares (de ahí su nombre), pero no hay pruebas fehacientes. 
Anacrónicamente, también se la llama "Torre de Nerón", ya que la tradición afirma que desde la misma el emperador Nerón vio el incendio de Roma mientras recitaba un fragmento de la Eneida. Esta tradición deriva de la descripción clásica que dice que él observaba el incendio desde una torre en los Jardines de Mecenas, aunque fuentes más fiables sitúan a Nerón en Anzio, en el momento de la conflagración. 

## Historia
La Torre data probablemente de la época del Papa Inocencio III (1198-1216).
A finales del siglo XIII estaba en posesión de la poderosa familia Annibaldi, posteriormente pasó a manos del Prefetti di Vico y de los Caetani, a cuya familia pertenecía el Papa Bonifacio VIII. 
Mientras fue propiedad de la familia Caetani, la torre fue ampliada y fortificada, probablemente para rivalizar con el Castillo de Sant'Angelo como fortaleza principal de Roma. Cuando Enrique VII de Luxemburgo llegó a la ciudad para ser coronado emperador del Sacro Imperio Romano Germánico (mayo-junio de 1312), eligió la Torre delle Milizia como base para sus seguidores güelfos. Veinte años más tarde, la torre fue cedida a los Conti. Rafael, durante su participación como conservador de antigüedades de la ciudad, utilizó la torre como un ejemplo de edificio reconstruido utilizando piezas antiguas.

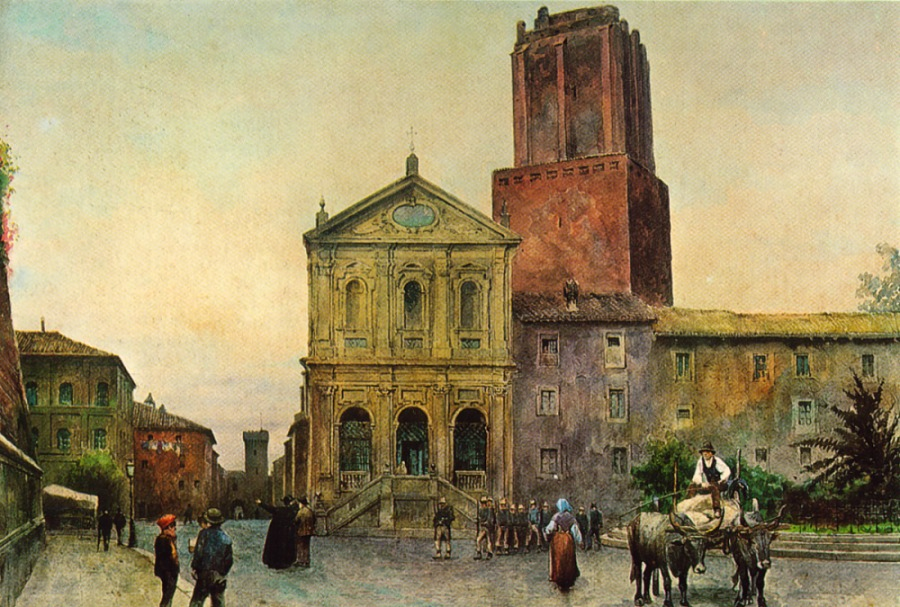
La Torre de las Milicias y Santa Catalina en Roma, pintura de Ettore R. Franz (ca. 1880)

La familia Conti mantuvo la torre hasta 1619, cuando fue adquirida por la congregación del convento de Santa Catalina de Siena (en Magnanapoli) que se encontraba al lado y al cual fue unida. El convento, sin embargo, fue demolido en la década de 1920 y la torre puede contemplarse detrás de la mencionada iglesia. 

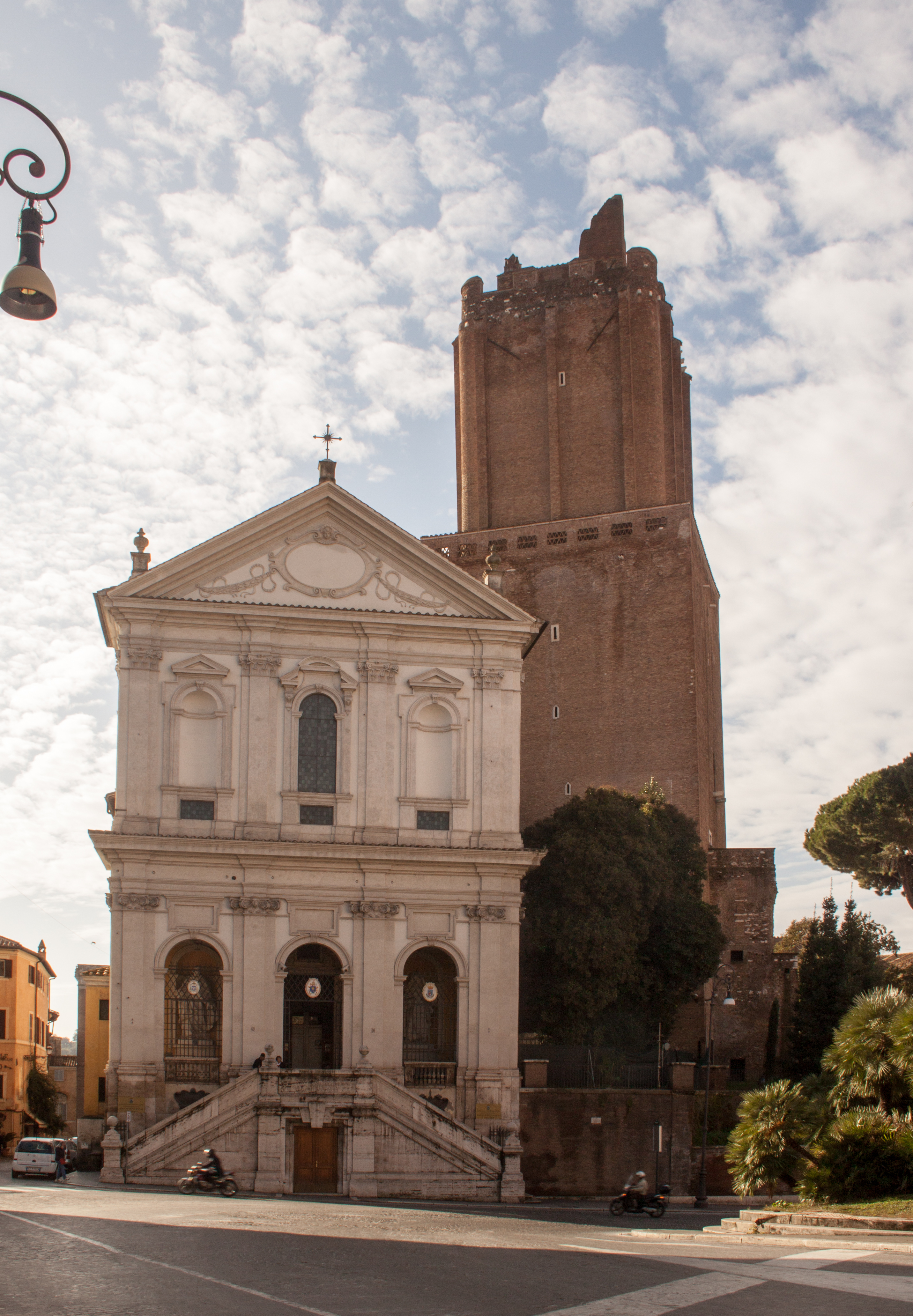
La Torre de las Milicias detrás de la iglesia de Santa Catalina de Siena.

Declarada Monumento nacional en 1911, fue restaurada en 1913 por el arquitecto Antonio Muñoz. Desde 1927, forma parte del complejo de los Mercados de Trajano, desde los cuales se puede acceder a ella.

## Descripción
El edificio es de planta cuadrada; aproximadamente de diez metros de lado, y con una altura de casi 50 metros. La base es de toba revestida de laterizio y el interior alterna bloques de toba con ladrillos dispuestos irregularmente.  Actualmente tiene dos pisos y solamente quedan restos del tercero, derribado por un terremoto. El piso superior tiene una decoración de almenas, resultado de una restauración moderna.

## Leyendas
Además del relato según el cual fue la misma torre desde donde Nerón contempló el incendio de Roma, hay otra leyenda a según la cual es la cima de un inmenso palacio subterráneo. Éste fue construido por el emperador Augusto quien, un día, volverá desde su sueño en el inframundo y subirá a la torre para admirar la Urbe.